# Jacobo Vidal Franquet
Jacobo Vidal Franquet (Tortosa, 29/12/1976) és doctor en Història de l'Art, professor a la Facultat de Geografia i Història de la Universitat de Barcelona (UB).
El primer interès temàtic de la seva recerca ha estat el territori de l'antic bisbat de Tortosa en època medieval i moderna. De l'estudi d'aquesta geografia deriven bona part de les seves publicacions, com ara Les imatges de la Mare de Déu de la Cinta (Tortosa, Arxiu Històric Comarcal de les Terres de l'Ebre, 2004), Cultura i art a la Tortosa del Renaixement (Tortosa, Arxiu Històric Comarcal de les Terres de l'Ebre, 2005, amb E. Querol), «Pere Compte. Mestre major de les obres de la Seu de Tortosa» (Anuario de Estudios Medievales, Barcelona, 2005), El pintor de la ciutat. Tortosa. Segles XIV-XV (Valls, Cossetània, 2011), Episodis de la Història de l'Art al territori històric de Tortosa (Recerca, 16, 2015) o Gènesi i agonies de la catedral de Tortosa (Edicions i Publicacions de la UB - Edicions de la URV, 2020). En el mateix sentit, destaquen els estudis relacionats amb la seva tesi doctoral, 'Les obres de la ciutat. L'activitat constructiva i urbanística de la Universitat de Tortosa a la baixa edat mitjana' (2006; editada per Publicacions de l'Abadia de Montserrat el 2008), entre els quals es troben La construcció de l'assut i séquies de Xerta-Tivenys (Tortosa) a la baixa edat mitjana. De la promoció municipal a l'episcopal (Benicarló, Onada, 2006) o Les muralles de Tortosa a la baixa edat mitjana (Tortosa, Amics dels Castells - Amics i Amigues de l'Ebre, 2007). Dins el mateix àmbit, ha coordinat diverses obres col·lectives, com ara Tortosa. El patrimoni (Benicarló, Onada, 2008) i, juntament amb Jordi À. Carbonell, Art i cultura, cinquè volum de la "Història de les Terres de l'Ebre" (Tortosa, Fundació Ilercavònia Futur i Universitat Rovira i Virgili, 2010).
Forma part dels grups de recerca «Magna Ars» i «Ligna.cat», dedicats a l'estudi dels intercanvis artístics en els segles del gòtic i a la construcció de cobertes de fusta en l'àmbit mediterrani, respectivament. En el marc d'aquests projectes, d'abast internacional, ha dut a terme diversos estudis sobre l'arribada de mestres forans a la Catalunya medieval, sobre l'establiment de tallers de draps de ras a la Corona d'Aragó o sobre les diverses tipologies documentals de què es disposa per a l'estudi de l'arquitectura catalana medieval i moderna. En aquest sentit, destaquen publicacions com ara De París, Brussel·les i Arràs: mestres tapissers a la Corona d'Aragó medieval (Viella, Roma, 2016), Visurar l'arquitectura gòtica: inspeccions, reunions i consells de mestres d'obra (s. XIV-XVIII) (Edizioni Caracol, Palermo, 2017, amb J. Domenge) o Santa Maria del Mar (Fundació Uriach 1838, 2018, amb J. Domenge). També és membre de MAHPA, Grup de recerca en Estudis Medievals d'Art, Història, Paleografia i Arqueologia, i professor d'art clàssic.

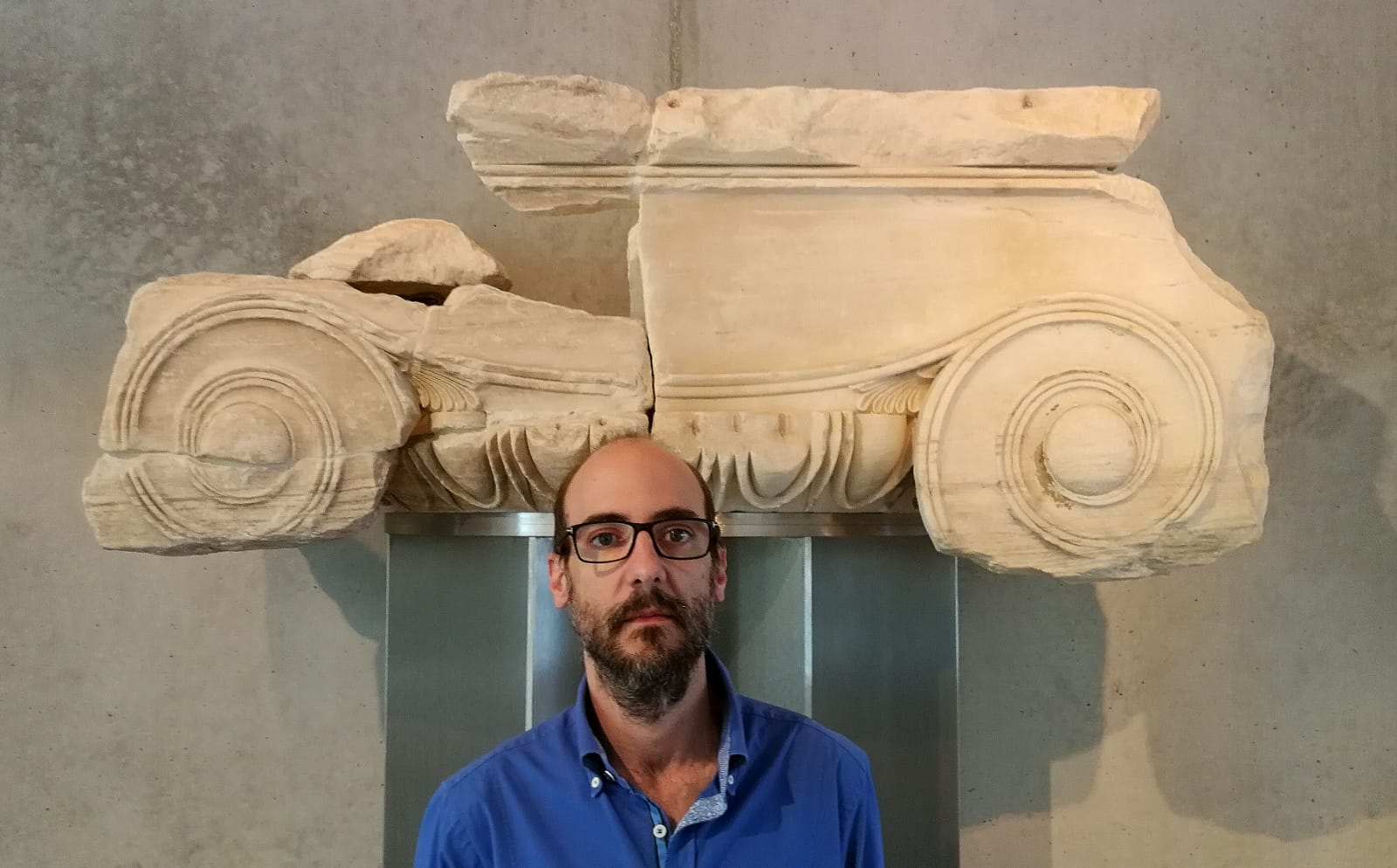

Així mateix, ha desenvolupat una àmplia activitat com a divulgador del patrimoni històric i artístic de les Terres de l'Ebre, obra parcialment recollida en els volums Patrimoni al rebost (2004-2005) i Vides Aixorejades (2007), editats pel setmanari La Veu de l'Ebre.

## Obra publicada (llibres)[17]
- Un curs d'art grec / Jacobo Vidal Franquet. Terres de l'Ebre: Editorial Petròpolis, 2022
- Gènesi i agonies de la catedral de Tortosa / Jacobo Vidal Franquet. Barcelona: Universitat de Barcelona, 2020[18]
- Santa María del Mar / textos de Joan Domenge y Jacobo Vidal ; fotografía de Aleix Bagué. Palau-solità i Plegamans, Barcelona : Fundación Uriach 1838, 2018
- Visurar l'arquitectura gòtica : inspeccions, consells i reunions de mestres d'obra (s. XVI-XVIII) / edició a cura de Joan Domenge Mesquida, Jacobo Vidal Franquet. Palermo : Edizioni Caracol, [2017]
- Arqueologia i patrimoni industrial a les comarques de Tarragona / Emeteri Fabregat ... [i altres]. Valls : Institut d'Estudis Vallencs, 2016
- El Pintor de la ciutat : Tortosa, segles XIV-XV / Jacobo Vidal Franquet. Valls : Cossetània, 2011
- Tortosa : el patrimoni / textos: Jacobo Vidal ; (coordinador) Albert Curto ; Enric Querol (redactor). Benicarló : Onada, 2008
- Les Obres de la ciutat : l'activitat constructiva i urbanística de la universitat de Tortosa a la baixa edat mitjana / Jacobo Vidal Franquet. Barcelona : Abadia de Montserrat, 2008
- La Construcció de l'Assut i Séquies de Xerta-Tivenys (Tortosa) a la baixa edat mitjana : de la promoció municipal a l'episcopal / Jacobo Vidal Franquet. Benicarló : Onada, [2007]
- Les muralles medievals de Tortosa / Jacobo Vidal Franquet. Barcelona: Universitat de Barcelona, 2007
- Les Muralles de Tortosa a la Baixa Edat Mitjana / edició a cura de J. Vidal. Tortosa : Amics de l'Ebre : Amics dels Castells, DL 2007
- Cultura i art a la Tortosa del Renaixement / Enric Querol Coll, Jacobo Vidal Franquet. Tortosa : Generalitat de Catalunya, Departament de Cultura, Arxiu Històric Comarcal de les Terres de l'Ebre : Consell Comarcal del Baix Ebre, Centre d'Estudis Històrics, 2005
- Les Imatges de la Mare de Déu de la Cinta : de forana a localista : una aproximació a la iconografia de la Santa Cinta de Tortosa / Jacobo Vidal Franquet. Tortosa : Arxiu Històric Comarcal de les Terres de l'Ebre : Consell Comarcal del Baix Ebre. Centre d'Estudis Històrics, DL 2004
- Patrimoni al rebost / coordinadors: Jacobo Vidal i Albert Curto. Tarragona : La Veu de l'Ebre, DL 2004
- El Gótico en España / [textos: Jacobo Vidal Franquet]. Madrid : Susaeta, [2004]
- Plaguetes d'història i cultura : certamen literari de Castellitx, 2000 : obres premiades: poesia, narració curta i glosat / [textos de: Martí Santandreu Barquero, Jacobo Vidal Franquet, (i altres)]. Algaida : Ajuntament d'Algaida, 2001